# Torquês

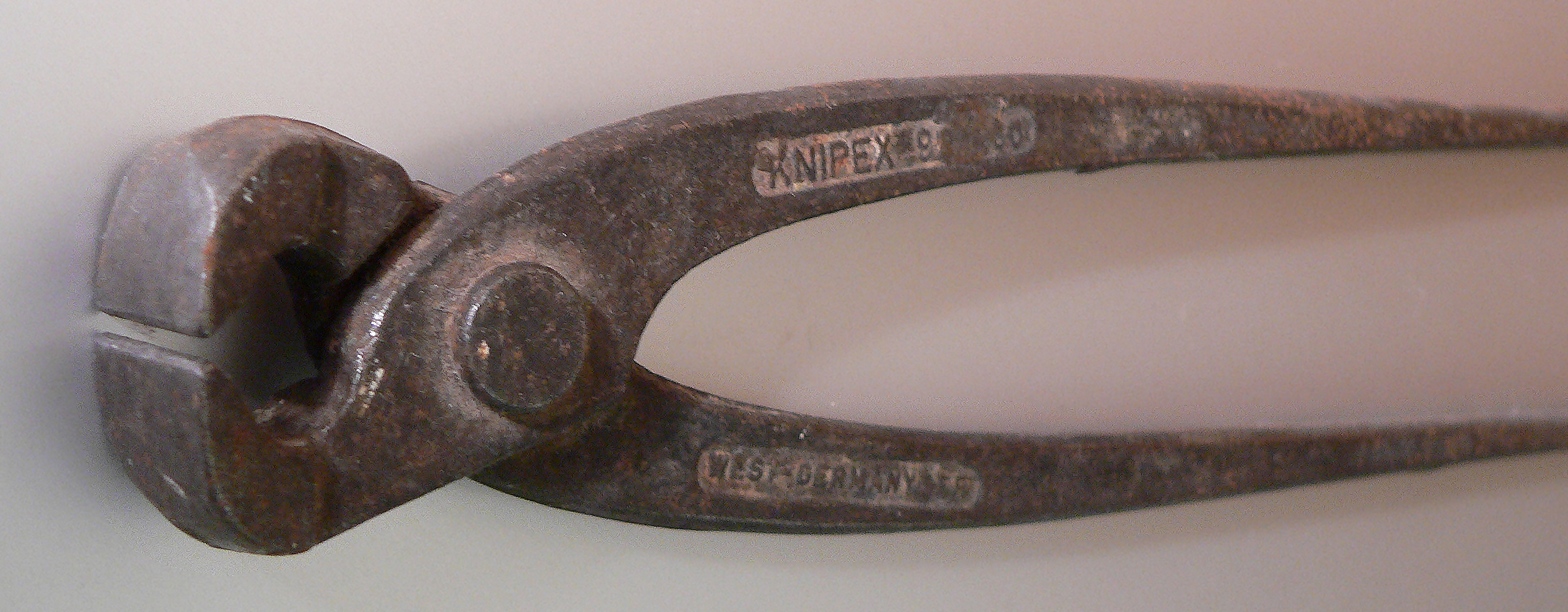
Ferramenta Torquês, também chamada Turquesa, truquesa ou torquesa

A ferramenta torquês também conhecido como turquesa, truquesa e torquesa é um tipo de alicate similar a tenaz, em que as extremidades podem ser afiadas para cortar. Muito usada na construção civil e por pedreiros, azulejistas e arameiros em geral para cortar os arames que juntam os vergalhões e fazer amarrações em ferragens para colunas e vigas de concreto. Utilizada também por artistas plásticos para confecção de mosaicos.
Devido ao seu uso na construção civil, a ferramenta passa por tratamentos térmicos de endurecimento superficial para ser capaz de cortar arames de aço comuns sem sofrer deformação na sua região cortante, o que comprometeria a vida útil da ferramenta.